# W. Frank Shannon
W. Frank Shannon (* um 1935) ist ein schottischer Badmintonspieler. 

## Karriere
Frank Shannon siegte 1956 erstmals bei den Meisterschaftskämpfen in Schottland. Sechs weitere Titelgewinne folgten bis 1966. 1960, 1962 und 1964 siegte er bei den Irish Open sowie 1961, 1963 und 1965 bei den Scottish Open.

## Sportliche Erfolge
| Saison | Veranstaltung                     | Disziplin    | Platz | Name                          |
| ------ | --------------------------------- | ------------ | ----- | ----------------------------- |
| 1956   | Schottland: Einzelmeisterschaften | Herrendoppel | 1     | Donald Ross / Frank Shannon   |
| 1960   | Irish Open                        | Herrendoppel | 1     | Robert McCoig / Frank Shannon |
| 1961   | Scottish Open                     | Herrendoppel | 1     | Robert McCoig / Frank Shannon |
| 1961   | Schottland: Einzelmeisterschaften | Herrendoppel | 1     | Robert McCoig / Frank Shannon |
| 1962   | Irish Open                        | Herrendoppel | 1     | Robert McCoig / Frank Shannon |
| 1962   | Schottland: Einzelmeisterschaften | Herrendoppel | 1     | Robert McCoig / Frank Shannon |
| 1963   | Scottish Open                     | Herrendoppel | 1     | Robert McCoig / Frank Shannon |
| 1963   | Schottland: Einzelmeisterschaften | Herrendoppel | 1     | Robert McCoig / Frank Shannon |
| 1964   | Irish Open                        | Herrendoppel | 1     | Robert McCoig / Frank Shannon |
| 1964   | Schottland: Einzelmeisterschaften | Herrendoppel | 1     | Robert McCoig / Frank Shannon |
| 1965   | Scottish Open                     | Herrendoppel | 1     | Robert McCoig / Frank Shannon |
| 1965   | Schottland: Einzelmeisterschaften | Herrendoppel | 1     | Robert McCoig / Frank Shannon |
| 1966   | Schottland: Einzelmeisterschaften | Herrendoppel | 1     | Robert McCoig / Frank Shannon |